# Hornmühle (Titting)
Die Hornmühle ist ein Ortsteil der in den Markt Titting eingemeindeten Gemeinde Kesselberg im oberbayerischen Landkreis Eichstätt in Bayern.

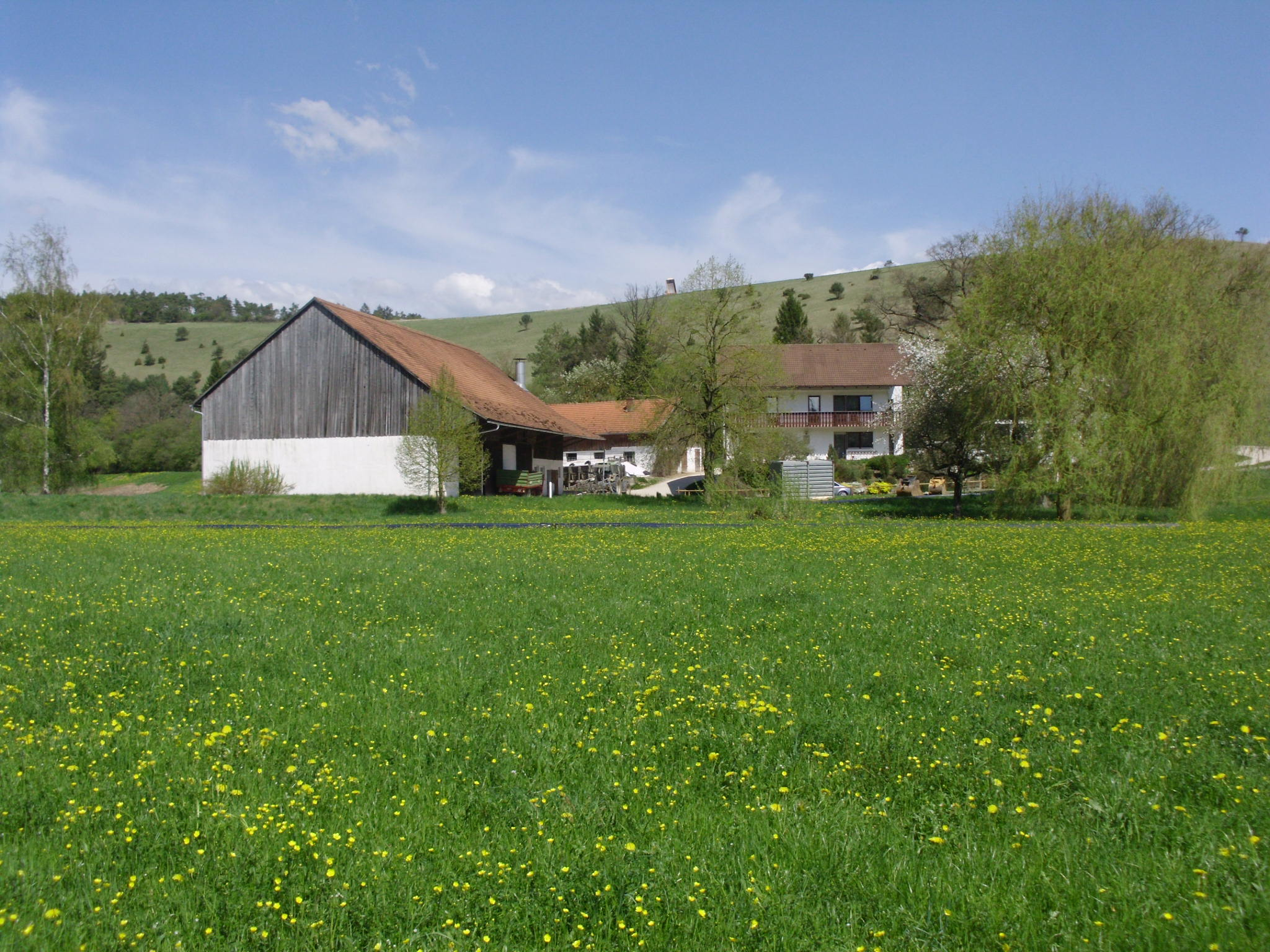
Die Hornmühle im Anlautertal

## Geografische Lage
Die Hornmühle, eine Einöde, liegt in der südlichen Frankenalb im Anlautertal links der Anlauter zwischen dem Tittinger Ortsteil Bürg im Norden und Titting im Südosten.

## Geschichte
1473 erwarb der Bischof von Eichstätt unter anderem die Hornmühle durch Tausch von der Deutschordenskommende Ellingen und unterstellte sie dem Vogtamt Raitenbuch. Im Salbuch von 1548 des kurz zuvor installierten  fürstbischöflich-eichstättischen Amtes Titting-Bechthal wird eine „Gemain“ beschrieben, gebildet aus den drei Weilern Ober-, Mittel- und Unterkesselberg, wobei zu Unterkesselberg drei Mühlen gehörten, nämlich die Tafer-, Horn- und Aichmühle. Hochgerichtlich unterstand diese Gemeinde dem seit 1544 eichstättischen Halsgericht Titting(-Raitenbuch). Der Pfleger bzw. Vogt zu Titting übte über die Weiler und ihre Mühlen die Dorf- und Gemeindeherrschaft aus. Vogtbar war die Hornmühle dem Domkapitel Eichstätt als Grundherrn und gehörte deshalb zur Ehehaft Wachenzell. Kirchlich gehörte die domkapitlische Untertanenfamilie auf der Hornmühle zur Pfarrei Titting.
Im 17. und 18. Jahrhundert saß die Müllerfamilie Sammiller/Sammüller auf der Mühle. 1718 wurde die Mühle neu gebaut. 1816 erwarb sie Xaver Betz. Ab 1896 besaß die Familie Kürzinger das Anwesen.
Nach der Säkularisation des Hochstifts Eichstätt infolge des Reichsdeputationshauptschlusses kam die Hornmühle als Teil der Gemeinde Kesselberg 1802 an das Großherzogtum Toscana und 1806 an das Königreich Bayern. Dort gehörte die Gemeinde ab 1808 zum Steuerdistrikt Titting und ab 1811 zur Ruralgemeinde Titting im Landgericht Raitenbuch (ab 1812 nach Greding verlegt). 1818 wurde Kesselberg mit Bürg und mit seinem Mühlen eine selbständige politische Gemeinde, die ab 1862 zum Bezirksamt Beilngries und ab 1879 zum Bezirksamt (später Landkreis) Hilpoltstein gehörte.
Am 1. Juli 1971 wurde Kesselberg mit seinen Mühlen und mit Bürg in den Markt Titting eingegliedert und kam mit ihm am 1. Juli 1972 zum vergrößerten oberbayerischen Landkreis Eichstätt.
Der Mühlenbetrieb wurde aufgegeben, so dass die Mühle heute nur noch ein landwirtschaftliches Anwesen ist. Außerdem wird ein Holzhandel betrieben.

## Einwohnerzahlen
- 1823: 06 Einwohner, Einöde mit 1 Anwesen[4]
- 1950: 13 Einwohner, Einöde mit 1 Anwesen[4]
- 1961: 07 Einwohner, 1 Wohngebäude[6]
- 1987: 06 Einwohner[7]

## Verkehr
An der Hornmühle führt die Kreisstraße EI 41 vorbei, die nördlich der Mühle die Anlauter überquert. Bei der Mühle zweigt nach Norden eine Straße ab, die auf die Albhochfläche führt und dort in Wirtschaftswege übergeht.